# Carteronius argenticomus
Carteronius argenticomus là một loài nhện trong họ Clubionidae.
Loài này thuộc chi Carteronius. Carteronius argenticomus được Eugen von Keyserling miêu tả năm 1877.